# Путу Вирадамунга
Путу Вирадамунга Адеста (англ. Putu Wiradamungga Adesta; род. 2 декабря 1991, Бангли, Бали) — индонезийский дзюдоист. Участник летних Олимпийских игр 2012 года, бронзовый призёр Игр Юго-Восточной Азии 2013 года.

## Биография
Путу Вирадамунга родился 2 декабря 1991 года в индонезийском городе Бангли.
Выступал в соревнованиях по дзюдо за клуб «Бали».
В 2012 году стал победителем международного турнира Indonesian Open в Джакарте.
В 2012 году вошёл в состав сборной Индонезии на летних Олимпийских играх в Лондоне. В весовой категории до 81 кг в 1/16 финала на второй минуте поединка проиграл Ласло Чокняю из Венгрии.
В 2013 году завоевал бронзовую медаль Игр Юго-Восточной Азии в Нейпьидо в весовой категории до 81 кг.
Дважды участвовал в летних Азиатских играх. В 2014 году в Инчхоне выбыл в 1/8 финала весовой категории до 81 кг. В 2018 году в Джакарте выступал в соревнованиях по борьбе куреш в весовой категории до 90 кг, где выбыл в 1/8 финала.